# القصف الإيطالي على فلسطين
القصف الإيطالي على فلسطين (بالإنجليزية: Italian bombing of Mandatory Palestine in World War II)، هو القصف الجوي التي نفذته القوات الجوية الملكية الإيطالية والمدعوم فرنسياً لضرب مدينتي حيفا وتل أبيب وعكا ويافا عام 1941م في زمن الحرب العالمية الثانية.

## خلفية
في ١٠ يونيو ١٩٤٠م، أعلنت مملكة إيطاليا الحرب على الجمهورية الفرنسية والامبراطورية البريطانية. لم يُدم الغزو الإيطالي لفرنسا طويلًا، ووقع الفرنسيون هدنة مع الإيطاليين في ٢٥ يونيو، بعد ثلاثة أيام من هدنة فرنسا مع ألمانيا. ترك هذا الأمر البريطانيين وقوات الكومنولث ليواجهوها في الشرق الأوسط. في ١٩ أكتوبر ١٩٤٠م، هاجمت أربع قاذفات إيطالية من طراز SM.82 مصافي نفط أمريكية في محمية البحرين البريطانية، مما أدى إلى إلحاق أضرار بالمصافي المحلية. كما استهدفت الغارة مدينة الظهران في المملكة العربية السعودية، لكنها لم تُسبب أضرارًا تُذكر.

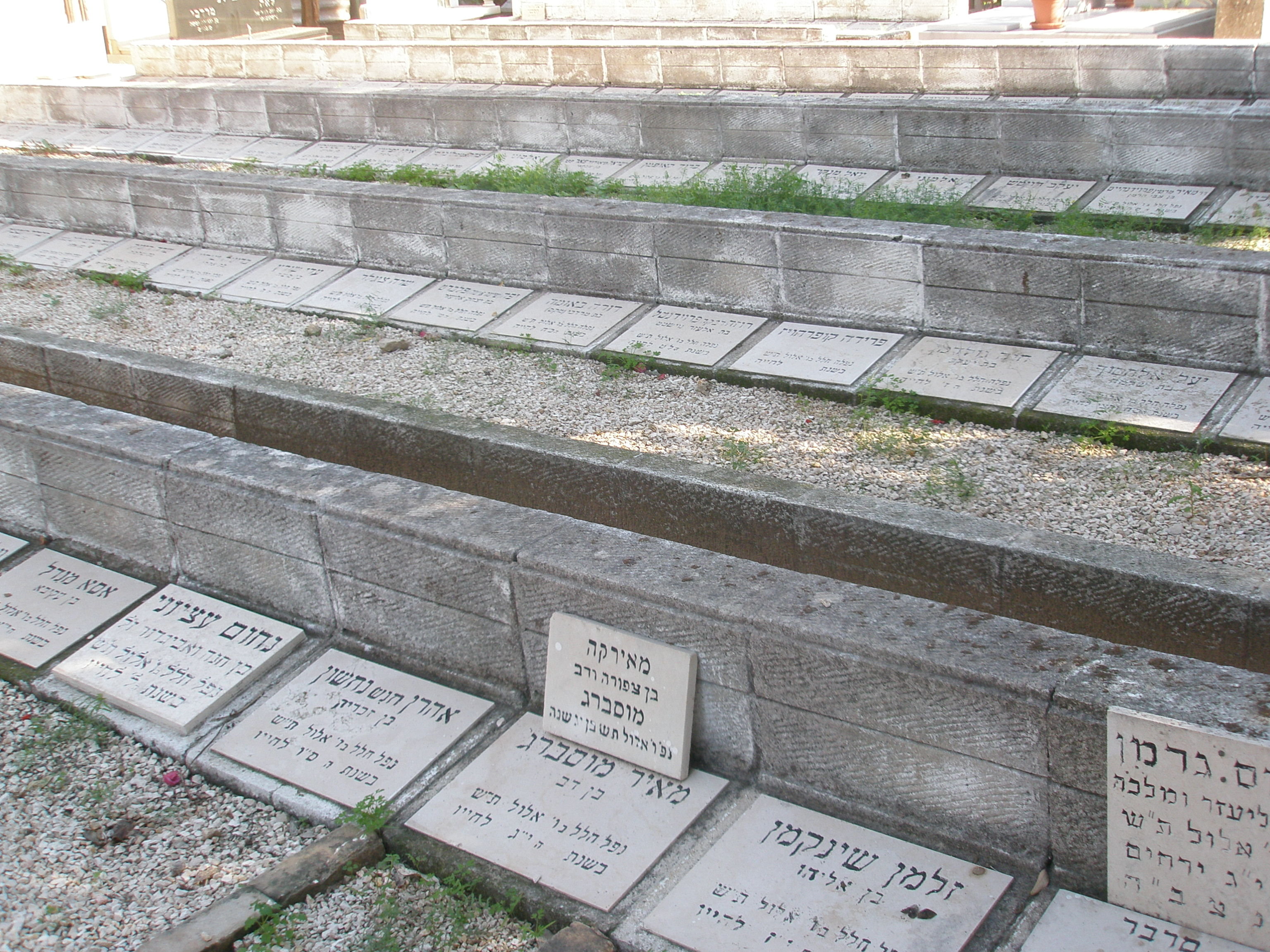
أسماء الضحايا باللغة العبرية لمستوطنين يهود قتلوا من غارات إيطالية على تل أبيب عام 1941م.

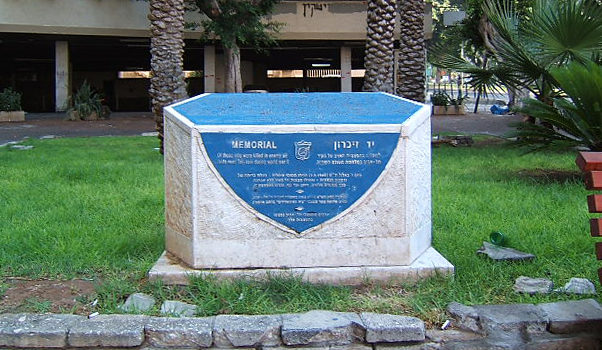
وضع النظام الصهيوني ضريحا تذكاريا لضحايا الغارة الإيطالية.

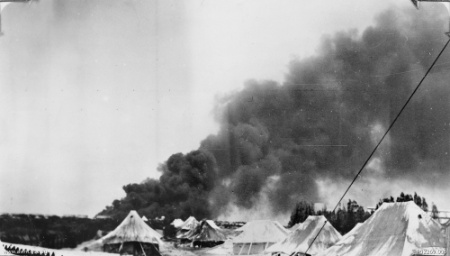
ظهور أعمدة الدخان في حيفا.

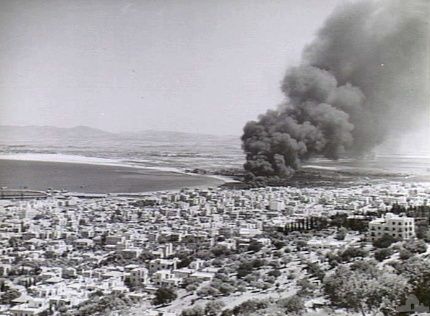
اثر أعمدة الدخان ضربت على مدينة حيفا

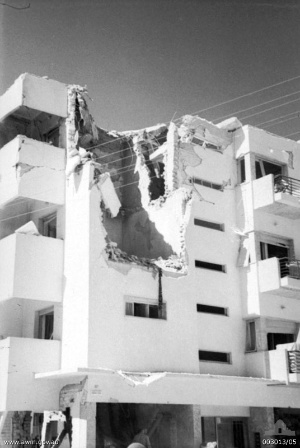
أثر القصف على عمارة سكنية بتل أبيب.

## أهداف القصف
كانت تُعتبر مدينة حيفا موقعاً استراتيجياً ضمن منظومة القوات البريطانية، وأزدهرت في زمن الاحتلال البريطاني كمكان متميز وأصبحت حيفا المدينة الصناعية الأولى، أصبحت حيفا الهدف الأول لقوات المحور (إيطاليا-ألمانيا-اليابان)، وبعد توقيع سوريا ولبنان في ظل حكومة فيشي الفرنسية، أكتشفت موقعا هاما للقوات البريطانية في الساحل الفلسطيني، وشاركت كل من إيطاليا وفرنسا وألمانيا بقصف المدن الساحلية الفلسطينية بالقنابل الثقيلة،

## أثار القصف
طائرات من سلاح الجو الملكي الإيطالي نجحت في قصف المواقع الأكثر إستراتيجية بحيفا وتل أبيب، وظهرت أعمدة الدخان بعد القصف وبالتحديد بالمنطقة الصناعية، وأصيب حالات من الهلع بالنسبة للمستوطنين اليهود وقتل وجرح العشرات وتذمر شديد من المستوطنين بالأحياء الفقيرة واغلاق المتاجر والمحلات،

## وصلات خارجية
- تقرير مبسط عن القصف الإيطالي لفلسطين (بالعبرية)
- لماذا قصفت إيطاليا تل أبيب؟ (بالإنجليزية)
- تقرير مبسط من مجلة تايم الأمريكية. (بالإنجليزية)

تقرير إيطالي عن قصف تل أبيب (بالإيطالية)